# Fengcheng (Liaoning)
Fengcheng (凤城市S, FèngchéngP) è una città-contea della Cina, situata nella provincia di Liaoning e amministrata dalla prefettura di Dandong.